# Gran Premio de Sudáfrica de Motociclismo de 2004
El Gran Premio de Sudáfrica de Motociclismo de 2004 fue la primera prueba del Campeonato del Mundo de Motociclismo de 2004. Tuvo lugar en el fin de semana del 16 al 18 de abril de 2004 en el Phakisa Freeway, situado en Welkom, Provincia del Estado Libre, Sudáfrica. La carrera de MotoGP fue ganada por Valentino Rossi, seguido de Max Biaggi y Sete Gibernau. Dani Pedrosa ganó la prueba de 250cc, por delante de Randy de Puniet y Sebastián Porto. La carrera de 125cc fue ganada por Andrea Dovizioso, Roberto Locatelli fue segundo y Casey Stoner tercero.

## Resultados MotoGP
| Pos | Piloto            | Constructor | Tiempo/Retirado | Grilla | Puntos |
| --- | ----------------- | ----------- | --------------- | ------ | ------ |
| 1   | Valentino Rossi   | Yamaha      | 43:50.218       | 1      | 25     |
| 2   | Max Biaggi        | Honda       | +0.210          | 3      | 20     |
| 3   | Sete Gibernau     | Honda       | +7.255          | 2      | 16     |
| 4   | Alex Barros       | Honda       | +18.667         | 8      | 13     |
| 5   | Nicky Hayden      | Honda       | +24.094         | 4      | 11     |
| 6   | Loris Capirossi   | Ducati      | +24.375         | 9      | 10     |
| 7   | Colin Edwards     | Honda       | +28.855         | 5      | 9      |
| 8   | Makoto Tamada     | Honda       | +36.535         | 12     | 8      |
| 9   | Norifumi Abe      | Yamaha      | +36.643         | 18     | 7      |
| 10  | Carlos Checa      | Yamaha      | +39.284         | 14     | 6      |
| 11  | Marco Melandri    | Yamaha      | +43.806         | 7      | 5      |
| 12  | Shinya Nakano     | Kawasaki    | +43.920         | 6      | 4      |
| 13  | John Hopkins      | Suzuki      | +56.028         | 11     | 3      |
| 14  | Troy Bayliss      | Ducati      | +56.558         | 21     | 2      |
| 15  | Shane Byrne       | Aprilia     | +1:13.831       | 19     | 1      |
| 16  | Jeremy McWilliams | Aprilia     | +1:22.206       | 17     |        |
| 17  | Nobuatsu Aoki     | Proton      | +1:26.933       | 20     |        |
| 18  | Michel Fabrizio   | Harris WCM  | +3 Laps         | 22     |        |
| Ret | Alex Hofmann      | Kawasaki    | Retirement      | 13     |        |
| Ret | Neil Hodgson      | Ducati      | Retirement      | 15     |        |
| Ret | Kenny Roberts Jr  | Suzuki      | Retirement      | 10     |        |
| Ret | Rubén Xaus        | Ducati      | Retirement      | 16     |        |

## Resultados 250cc
| Pos | Piloto           | Constructor | Tiempo/Retirado | Grilla | Puntos |
| --- | ---------------- | ----------- | --------------- | ------ | ------ |
| 1   | Dani Pedrosa     | Honda       | 42:04.690       | 4      | 25     |
| 2   | Randy de Puniet  | Aprilia     | +0.536          | 1      | 20     |
| 3   | Sebastián Porto  | Aprilia     | +5.859          | 2      | 16     |
| 4   | Manuel Poggiali  | Aprilia     | +24.561         | 3      | 13     |
| 5   | Alex de Angelis  | Aprilia     | +30.018         | 5      | 11     |
| 6   | Alex Debón       | Honda       | +30.653         | 15     | 10     |
| 7   | Fonsi Nieto      | Aprilia     | +31.458         | 6      | 9      |
| 8   | Toni Elías       | Honda       | +31.458         | 11     | 8      |
| 9   | Roberto Rolfo    | Honda       | +31.940         | 7      | 7      |
| 10  | Franco Battaini  | Aprilia     | +35.643         | 10     | 6      |
| 11  | Hiroshi Aoyama   | Honda       | +36.418         | 9      | 5      |
| 12  | Héctor Faubel    | Aprilia     | +36.864         | 12     | 4      |
| 13  | Arnaud Vincent   | Aprilia     | +39.105         | 24     | 3      |
| 14  | Dirk Heidolf     | Aprilia     | +43.027         | 22     | 2      |
| 15  | Sylvain Guintoli | Aprilia     | +51.493         | 19     | 1      |
| 16  | Anthony West     | Aprilia     | +51.699         | 20     |        |
| 17  | Joan Olivé       | Aprilia     | +52.883         | 18     |        |
| 18  | Naoki Matsudo    | Yamaha      | +59.900         | 14     |        |
| 19  | Hugo Marchand    | Aprilia     | +1:02.819       | 16     |        |
| 20  | Erwan Nigon      | Yamaha      | +1:14.844       | 23     |        |
| 21  | Jakub Smrž       | Honda       | +1:15.026       | 21     |        |
| 22  | Taro Sekiguchi   | Yamaha      | +1:19.230       | 28     |        |
| 23  | Johann Stigefelt | Aprilia     | +1:21.627       | 26     |        |
| 24  | Max Sabbatani    | Yamaha      | +1:28.990       | 29     |        |
| 25  | Gregory Lefort   | Aprilia     | +1:29.832       | 27     |        |
| Ret | Christian Gemmel | Honda       | Retirement      | 25     |        |
| Ret | Alex Baldolini   | Aprilia     | Retirement      | 17     |        |
| Ret | Chaz Davies      | Aprilia     | Retirement      | 13     |        |
| Ret | Eric Bataille    | Honda       | Retirement      | 8      |        |

## Resultados 125cc
| Pos | Piloto                   | Constructor | Tiempo/Retirado | Grilla | Puntos |
| --- | ------------------------ | ----------- | --------------- | ------ | ------ |
| 1   | Andrea Dovizioso         | Honda       | 40:34.318       | 1      | 25     |
| 2   | Roberto Locatelli        | Aprilia     | +0.071          | 2      | 20     |
| 3   | Casey Stoner             | KTM         | +2.203          | 5      | 16     |
| 4   | Pablo Nieto              | Aprilia     | +2.416          | 6      | 13     |
| 5   | Mike Di Meglio           | Aprilia     | +12.312         | 4      | 11     |
| 6   | Gino Borsoi              | Aprilia     | +13.270         | 12     | 10     |
| 7   | Mirko Giansanti          | Aprilia     | +14.457         | 3      | 9      |
| 8   | Steve Jenkner            | Aprilia     | +15.046         | 18     | 8      |
| 9   | Álvaro Bautista          | Aprilia     | +24.835         | 8      | 7      |
| 10  | Héctor Barberá           | Aprilia     | +25.266         | 11     | 6      |
| 11  | Julián Simón             | Aprilia     | +29.356         | 10     | 5      |
| 12  | Mika Kallio              | KTM         | +33.134         | 15     | 4      |
| 13  | Mattia Pasini            | Aprilia     | +33.237         | 20     | 3      |
| 14  | Simone Corsi             | Honda       | +33.682         | 21     | 2      |
| 15  | Youichi Ui               | Aprilia     | +36.977         | 9      | 1      |
| 16  | Jorge Lorenzo            | Derbi       | +43.650         | 13     |        |
| 17  | Stefano Perugini         | Gilera      | +45.230         | 19     |        |
| 18  | Robbin Harms             | Honda       | +45.389         | 22     |        |
| 19  | Dario Giuseppetti        | Honda       | +45.590         | 16     |        |
| 20  | Lukáš Pešek              | Honda       | +45.715         | 27     |        |
| 21  | Fabrizio Lai             | Gilera      | +45.961         | 17     |        |
| 22  | Imre Tóth                | Aprilia     | +46.129         | 25     |        |
| 23  | Sergio Gadea             | Aprilia     | +1:04.990       | 24     |        |
| 24  | Vesa Kallio              | Aprilia     | +1:05.784       | 26     |        |
| 25  | Mattia Angeloni          | Honda       | +1:23.541       | 32     |        |
| 26  | Manuel Manna             | Malaguti    | +1:23.753       | 31     |        |
| 27  | Jordi Carchano           | Aprilia     | +1:24.960       | 33     |        |
| Ret | Thomas Lüthi             | Honda       | Retirement      | 23     |        |
| Ret | Marco Simoncelli         | Aprilia     | Retirement      | 7      |        |
| Ret | Andrea Ballerini         | Aprilia     | Retirement      | 29     |        |
| Ret | Gioele Pellino           | Aprilia     | Retirement      | 30     |        |
| Ret | Ángel Rodríguez Campillo | Derbi       | Retirement      | 28     |        |
| Ret | Raymond Schouten         | Honda       | Retirement      | 34     |        |
| Ret | Gábor Talmácsi           | Malaguti    | Retirement      | 14     |        |